# Aeropuerto de Nakashibetsu
El aeropuerto de Nakashibetsu (IATA: SHB, OACI: RJCN) es un aeropuerto regional en Nakashibetsu, Hokkaidō, Japón.  
El aeropuerto presta servicio a Nakashibetsu y la cercana ciudad de Nemuro.

## Historia
El aeropuerto de Nakashibetsu fue construido como aeródromo de la Armada Imperial Japonesa en 1944. Se inauguró para uso civil tras la guerra en 1965, y el servicio regular al Aeropuerto de Okadama en Sapporo comenzó en 1974, seguido del servicio al Aeropuerto de Nuevo Chitose en 1980 y al Aeropuerto de Tokio-Haneda en 1990. Los vuelos a Chitose se suspendieron en 2008, pero se reanudaron tras la finalización del servicio a Okadama en 2010.

## Aerolíneas y destinos
| Aerolínea           | Destinos        |
| ------------------- | --------------- |
| All Nippon Airways  | Tokyo-Haneda    |
| ANA Wings           | Sapporo-Chitose |
| Hokkaido Air System | Sapporo-Okadama |